# Dirk van der Maat
Dirk van der Maat (Haarlem, 29 januari 1948) is een Nederlands illustrator van boeken.
Dirk van der Maat ging na de middelbare school meteen aan de slag als reclametekenaar. Begin jaren zeventig specialiseerde hij zich in het illustreren van kinderboeken. Daarnaast maakt hij ook vrij werk, vooral portretten. Van der Maat werkt vooral met (verdunde) olieverf. Voor zijn illustraties in bijvoorbeeld Koning van Katoren (Jan Terlouw) gebruikte hij potlood. Kenmerkend voor zijn manier van illustreren is zijn perspectiefkeuze en de manier waarop hij fantasie en werkelijkheid met elkaar weet te combineren. Van der Maat maakte omslagen en tekeningen bij de boeken van Jan Terlouw, Anke de Vries, Monica Furlong, Otfried Preussler en Marieke Otten. 
- Biblioteca Nacional de España: XX1099274
- Digitale Bibliotheek voor de Nederlandse Letteren: maat010
- Gemeinsame Normdatei: 1044887516
- International Standard Name Identifier: 0000 0000 6084 4388
- Nederlandse Thesaurus van Auteursnamen: 072735538
- RKD-Nederlands Instituut voor Kunstgeschiedenis: 461547
- Istituto Centrale per il Catalogo Unico: RAVV080216
- Système universitaire de documentation: 194327523
- Virtual International Authority File: 86766235